# Vigo di Fassa
Vigo di Fassa (ladí Vich) és un municipi italià, dins de la província autònoma de província de Trento. És un dels municipis del vall de Fassa (Ladínia). L'any 2007 tenia 1.142 habitants. Limita amb els municipis de Moena, Welschnofen, Pozza di Fassa i Soraga. Comprèn les fraccions de Costa (Costa), Larzonei (Larcionè), Tamion (Tamion), Vallonga (Valongla)

## Administració
| Període | Identitat    | Partit        |
| ------- | ------------ | ------------- |
| 2004-   | Gino Fontana | Llista cívica |